# Rhapis excelsa

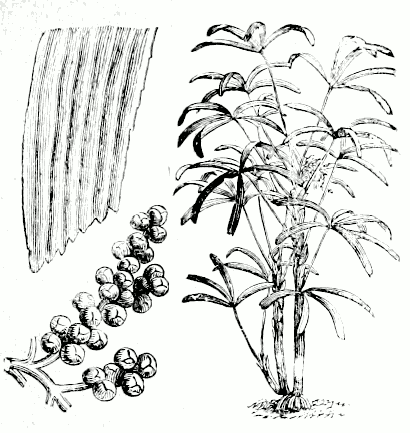
Rhapis excelsa – Zeichnung aus dem Jahr 1908

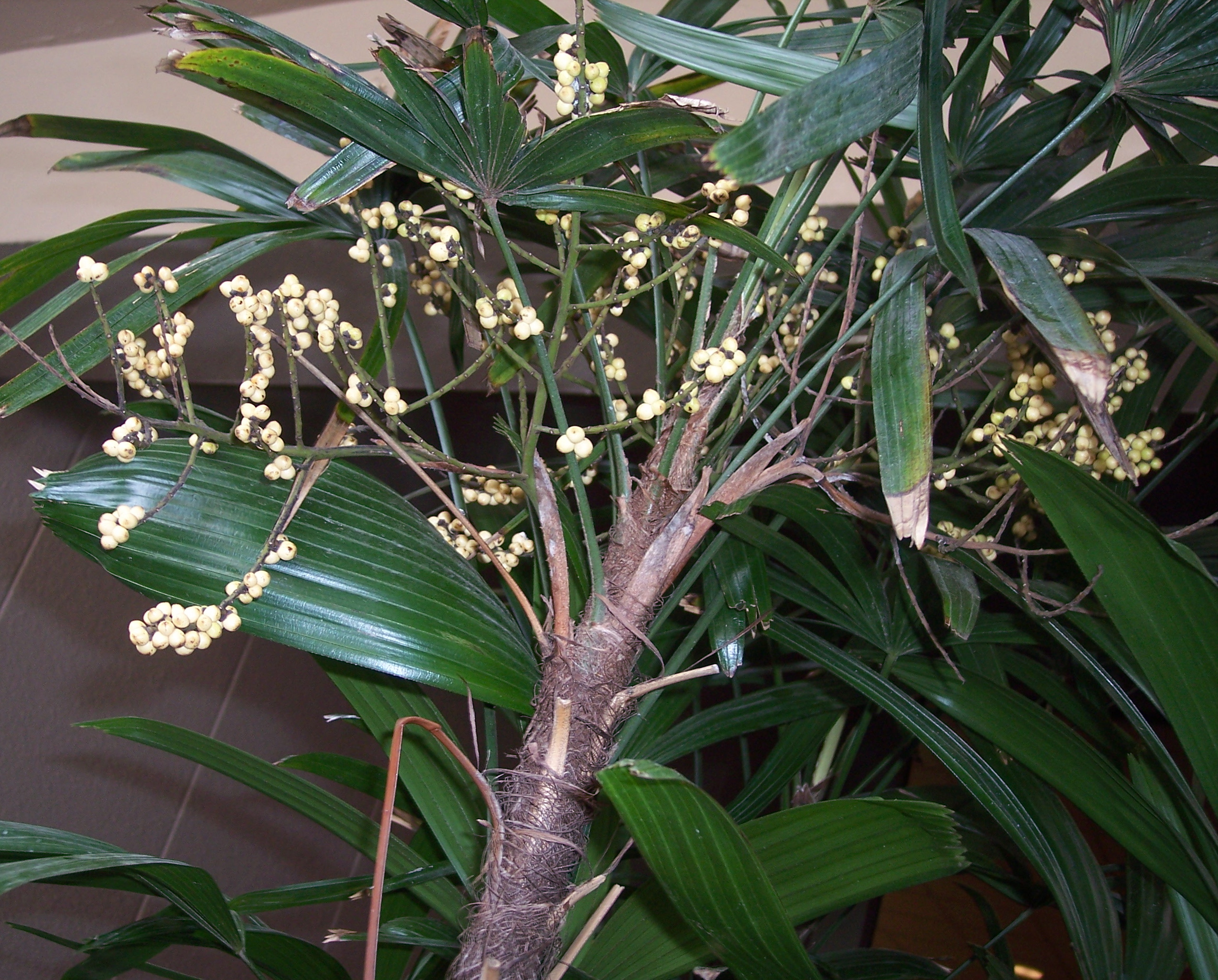
Rhapis excelsa fruchtend

Rhapis excelsa (Steckenpalme) ist eine Pflanzenart aus der Familie der Palmengewächse (Arecaceae). Sie ist eine beliebte Zimmerpflanze.

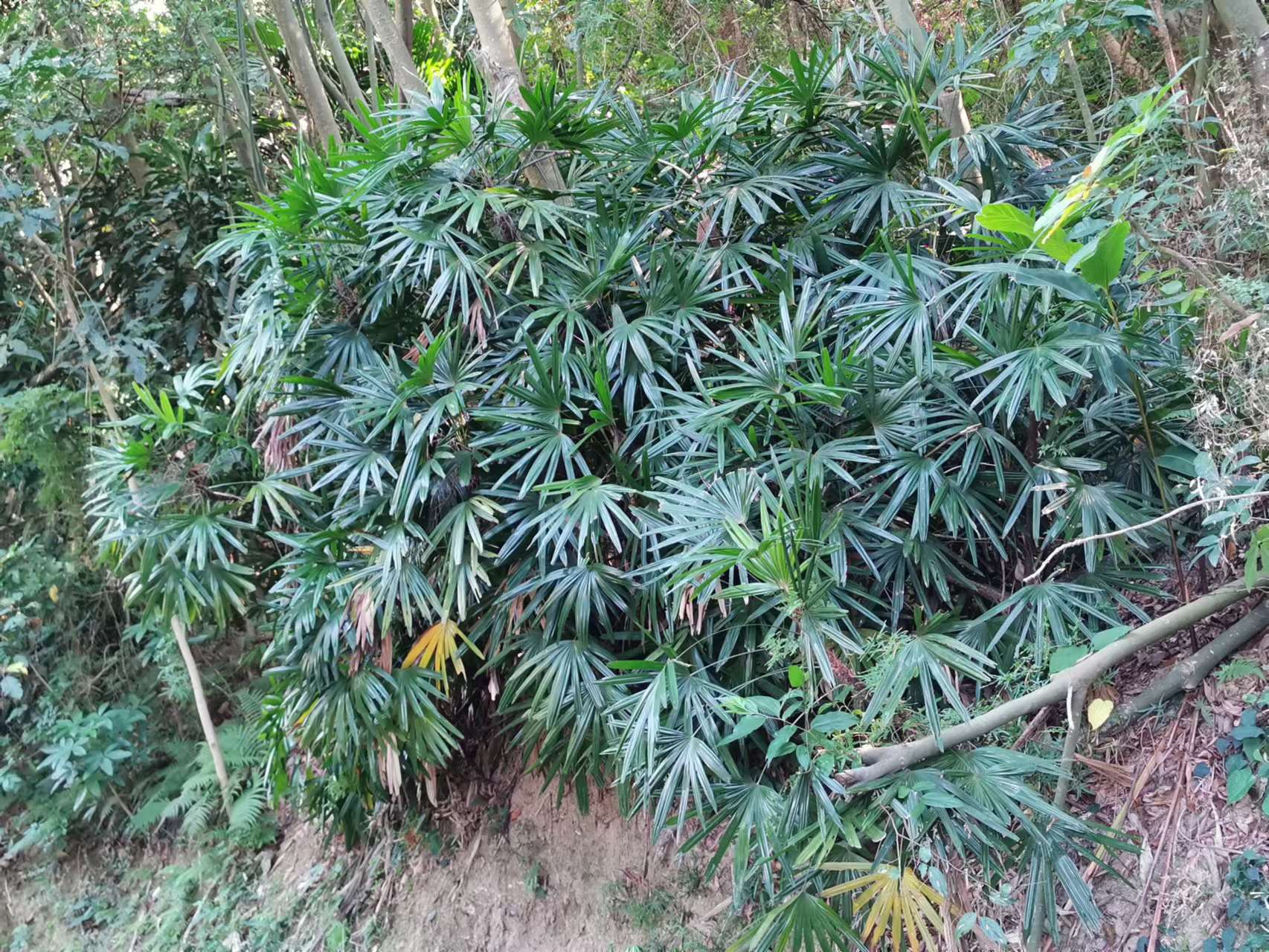
Rhapis excelsa

## Beschreibung
Rhapis excelsa sind verholzende Pflanzen. In der Regel ist die Wuchsform strauchartig aus einer Vielzahl beieinanderstehender Einzelstämme. Diese erreichen Wuchshöhen zwischen 90 und 120 Zentimeter und Stammumfang von bis zu 8 Zentimeter. Die Stämme sind dicht mit trockenen Blattscheiden und groben Fasern bedeckt.
Die Laubblätter sind große Fiedern (Palmwedel), die etwa 30 Zentimeter lang werden. Sie sind beidseitig grün und in sechs bis neun Fiederblättchen an der Blattspindel geteilt. Die Fiederblättchen sind relativ einheitlich, gebogen oder herabhängend und an der Spitze verbreitert. Die Hastula (eine Blatthäutchenähnliche Bildung an den Blattstielen vieler Fächerpalmen) ist fasrig. Der Blattstiel ist etwa 20 Zentimeter lang und steckt an der Basis in einer fasrigen, kakaofarbigen Blattscheide, die die Sprossachse umschließt.
Rhapis excelsa ist einhäusig getrenntgeschlechtig (monözisch). Die sitzenden Blüten sind dreizählig und von gelber Farbe. Die männlichen Blüten haben einen dreiteiligen, becherartigen Kelch und eine dreigelappte Krone. In den männlichen Blüten stehen sechs Staubblätter. Es existieren kleine, drüsige Stempelrudimente.
Die weiblichen Blüten sind sehr ähnlich, aber der Kelch ist gestielt und die Fruchtblätter sind deutlich zu erkennen mit einem kurzen Griffel, aber ohne Staubblätter.
Die Schließfrüchte sind klein, mit einer weichen Fruchtwand und einem kugeligen, etwa 3 Millimeter durchmessenden Samen. Das Endosperm ist homogen.

## Verbreitung
Die ursprüngliche Heimat ist die heutige Volksrepublik China und die Indochinesische Halbinsel. Bei den Vorkommen in Japan und auf dem Malaiischen Archipel ist unklar ob sie natürlich oder eingeführt sind. Sicher neophytisch sind die Vorkommen in Pakistan.

## Systematik
Diese Art wurde 1784 von Carl Peter Thunberg als Chamaerops excelsa beschrieben. Dieses Taxon galt bis etwa 1850 als Synonym für Rhapis, bis Carl Friedrich Philipp von Martius die Hanfpalmen (Trachycarpus) unter diesem Namen beschrieb. Nachdem die Hanfpalmen 1861 von Hermann Wendland in das neue Genus Trachycarpus gestellt wurden, galt der Name Chamaerops exelsa von da an als ein Synonym beziehungsweise als das Basionym für Trachycarpus fortunei respektive Trachycarpus excelsa.
Später stellte sich dann jedoch heraus, dass Thunberg mit Chamaerops excelsa in Wirklichkeit zwei Rhapisarten beschrieben hatte: Rhapis excelsa und Rhapis humilis. Augustine Henry verwendete die neue Nomenklatur erstmals 1913 im Buch "The Trees of Great Britain and Ireland",. Gültig publiziert wurde diese Revision aber erst nach dem Tode von Augustine Henry auf dessen Wunsch durch Alfred Rehder im Journal des Arnold-Arboretums.
Seitdem ist Chamaerops excelsa Thunb. das Basionym und ein Synonym für Rhapis excelsa.
Insbesondere in Italien und Spanien wird aber noch heute die Trachycarpus fortunei fast ausschließlich als Chamaerops excelsa bezeichnet und gelangt zumeist auch unter dieser Bezeichnung in den Handel. Daher ist heute noch die irrige Auffassung weit verbreitet, Chamaerops excelsa sei ein Synonym für die Hanfpalme Trachycarpus fortunei.
Ein weiteres Synonym für Rhapis excelsa ist Rhapis flabelliformis L’Hér. ex Aiton, Trachycarpus excelsus (Thunb.) H. Wendl.

## Verwendung
Diese Art ist eine beliebte Zimmerpflanze vor allem in Wintergärten. Sie verträgt schattige Standorte und ist relativ kältetolerant.
Die Pflanze reinigt die Luft von Formaldehyd, Xylolen, Toluol und Ammoniak.